# Myristica borneensis
Myristica borneensis är en tvåhjärtbladig växtart som beskrevs av Otto Warburg. Myristica borneensis ingår i släktet Myristica och familjen Myristicaceae. Inga underarter finns listade i Catalogue of Life.